# 공소증후군
공소증후군(空巢症候群, empty nest syndrome)은 결혼을 한 뒤로부터 중년의 나이가 되도록 남편과 가족의 뒷바라지 혹은 양육으로 눈코 뜰새 없이 살아온 가정주부가 어느날 문득, 남편·자식 모두가 자신의 품을 떠났음을 깨닫고 자신의 정체성(正體性)에 회의하는 심리에 빠지는 현상이다. 남편은 바깥 일에 빠져 아내한테는 무관심하고, 자녀들은 성장하여 진학·취직·연애·결혼 등 자신들의 독립된 길을 찾아가면서 가정이 빈 껍데기만 남고, 자신도 빈 콩깍지 신세에 불과함을 깨닫고 전율한다. 이러한 여성들의 정신적인 위기는 여성 참여가 활발하지 못한 사회에서 심각하게 제기되고 있다.